# Bataille de Smolensk (1708)
Pour les articles homonymes, voir Bataille de Smolensk.
Grande Guerre du Nord
La bataille de Smolensk  s’est déroulée le 20 septembre 1708 près du village de Rajewka. Elle opposa les forces suédoises de Charles XII aux forces russes du général Christian Felix Bauer pendant la grande guerre du Nord. Malgré une supériorité numérique des Russes, ce sont les Suédois qui remportent la bataille grâce à des renforts de cavalerie.  

## Avant la bataille
Après les succès de Holowczyn (14 juillet 1708) et de Molyatichi (30 août 1708), les suédois se trouvent à présent dans le grand-duché de Lituanie près du fleuve Dniepr et à proximité de la ville de Mahiliow. Ils prévoient d’envahir la Russie par la Porte de Smolensk pour prendre la direction de Moscou. 
Dès le franchissement de la frontière avec la Russie, l’armée suédoise s’est dirigée vers le village de Tatarsk et doit faire face à l’armée russe du tsar Pierre Ier qui lui barre la route de Moscou. 

## Déroulement
Le 20 septembre 1708 (9 septembre selon le calendrier russe et le 10 septembre selon le calendrier suédois), les forces suédoises ont été surprises près du village de Rajewka (70km à l’ouest de Smolensk) par de nombreuses unités de cavalerie russe en partie cachée dans les bois environnants. Charles XII et le régiment de cavalerie d’Östergötland se sont retrouvés dans une embuscade, attaqués par des forces russes, cosaques et kalmouks, 10 fois supérieurs en nombre. 
Lors des combats, les troupes de Charles XII ont tenu leurs positions jusqu’à l’arrivée des renforts suédois composé des régiments de cavalerie de la Scanie du Nord et du Småland. C’est durant cet affrontement que Charles XII a failli perdre la vie lorsque son cheval a été tué au combat mais le roi a réussi à prendre la monture de son général Thure Harda qui est mort au cours de la bataille. 
Avec l’arrivée des renforts, les suédois ont remporté la victoire sur les russes qui ont perdu 375 hommes tandis que les suédois, environ 100 hommes.

## Après la bataille
Au lendemain de la bataille, Charles XII établit un campement entre Tatarsk et Strycze. L’armée suédoise y passa cinq jours. En raison du manque de provisions, le roi a décidé de ne plus poursuivre la route vers Moscou. Son armée se dirige vers le sud, en Ukraine, à travers les terres de la république des Deux Nations. 